# Переплётчиков, Фёдор Петрович
Фёдор Петрович Переплётчиков (1779—1845) — нижегородский общественный деятель, благотворитель, купец 2-й гильдии, владелец канатовязального завода, коммерции советник, коллекционер-нумизмат; неоднократно избирался гласным Нижегородской городской думы, городской голова Нижнего Новгорода в 1816—1818, 1825—1827 и 1834—1836 годах.
Способствовал переводу в город Макарьевской ярмарки. 

## Биография
Родился 17 (28) февраля 1779 года в Нижнем Новгороде, в купеческой семье. Его отец — Пётр Тихонович Переплётчиков — купец 2-й гильдии (1787), торговал солодом, рыбой, перевозчик соли — в следующем году после рождения сына стал нижегородским бургомистром; в 1787 году основал канатовязальный завод.
Обучение Фёдора ограничилось изучением грамоты и арифметики, но благодаря самообразованию, он стал весьма образованным человеком. В 1810—1812 годах он состоял гласным от купечества 2-й гильдии в городской думе, в которой работал до 1823 года. Во время Отечественной войны он щедро жертвовал свои средства на военные нужды; отдал свой дом в пользование москвичам, искавшим приюта в Нижнем Новгороде. В 1814 году он был избран депутатом от Нижнего Новгорода для поздравления императора Александра I с благополучным возвращением после войны с Наполеоном в Петербург.
Понесённые затраты, разорение старшего брата Ивана и настойчивые требования младших братьев Павла и Михаила выделить им их долю отцовского капитала негативно отразилось на его финансовом положении. Однако всего за два года он сумел поправить свои дела и смог вернуться к общественному служению. В 1816 году он первый раз (до 1819 года) был избран городским головой Нижнего Новгорода. В этот период здания Макарьевского Гостиного двора были уничтожены пожаром и Переплётчиков вместе с губернатором Быховцом лоббировали перевод ярмарки из Макарьева в Нижний Новгород, который состоялся несмотря на возражения купеческих обществ Москвы и Ярославля, а также жителей Макарьева. Решающим аргументом стала докладная записка Ф. П. Переплетчикова, аргументировано доказывавшая географические и прочие преимущества Нижнего Новгорода. В 1824 году нижегородское купечество избрало Переплётчикову директором Нижегородской ярмарочной конторы Коммерческого банка; в 1825—1827 годах он снова был городским головой. За безукоризненное исполнение обязанностей главы банковской конторы Переплётчиков получил свою первую золотую шейную медаль «За усердие».
В 1826 году вместе с прочими губернскими головами присутствовал при короновании Николая I в Москве. В течение двух лет он похоронил двух братьев, жену и двух дочерей. Второй раз женился на дочери ярославского купца Прасковье Михайловне Журавлёвой.
В 1832 году он снова был директором ярмарочной конторы Коммерческого банка, а в 1834—1836 годах в третий раз был городским головой. Начало этого служения Переплётчикова совпало с приездом в город Николая I, на которого Нижний Новгород произвёл удручающее впечатление. Император повелел начать коренную перестройку центральной части города и немаловажную роль в этом деле была отведена городскому голове. Одним из первых предложений Переплётчикова было строительство казарм, чтобы освободить нижегородского обывателя от обременительных воинских постоев. Он также предложил устроить Верхний базар, поскольку жителям растущей нагорной части города явно не хватало существовавшего Нижнего базара. При своем посещении Нижнего Новгорода Николай I обратился к Переплётчикову с необычной просьбой: посодействовать разысканию потомков Козьмы Минина. Найти в Нижнем Новгороде прямых потомков национального героя не удалось, но Переплётчиков составил любопытную родословную нижегородского гражданина.
Также он был членом комитетов: мануфактурного (с 1827), оспенного, строительного по сооружению Нижегородского кафедрального собора, строительного, учреждённого для улучшения Нижнего Новгорода (с 1834); был также членом комиссии для составления ярмарочной инструкции. В 1835 году был награждён орденом Св. Станислава 4-й степени и в том же году награждён снова золотой, украшенной бриллиантами медалью на Андреевской ленте с надписью: «За усердную службу»; в 1837 году получил ещё орден Св. Анны 3-й степени. В 1835 году он был возведён в потомственное почётное гражданство, в 1839 году перешёл в первую купеческую гильдию, в 1845 году был пожалован в коммерции советники. За усовершенствование изделий канатной фабрики, представленных на Московской выставке в 1843 году, он получил серебряную медаль. Должность городского головы Переплетчикову предлагалась ещё два раза — в 1840 и в 1843 годах, но отказывался по недостатку здоровья.
Осенью 1844 года обострилась заболевание чахоткой и 10 (22) января 1845 года он скончался. Был похоронен в Нижнем Новгороде, первоначально на Петропавловском кладбище. Позднее прах был перенесён на Казанское кладбище при Нижегородском Крестовоздвиженском монастыре.
Значительную долю движимого и недвижимого имущества он завещал супруге, чуть меньшую – городу; некоторое имущество перешло к одному из племянников — купцу Сергею Ивановичу Переплётчикову. В дар городскому обществу он завещал принадлежавший ему каменный дом с торговыми помещениями (ул. Рождественская, д. 6), чтобы доходы с него (до 11 тысяч рублей ассигнациями в год) употреблялись на пособия бедным гражданам купеческого и мещанского званий. Часть этих средств расходовалась на содержание гостиницы для бездомных и нищих, которая была организована в другом доме (ул. Кожевенная, д. 11), завещанном Переплётчиковым городу.
В последние годы жизни увлёкся собиранием старинных монет и за несколько лет составил коллекцию, насчитывавшую более семисот золотых и серебряных монет.